# Mirbelia confertiflora
Mirbelia confertiflora är en ärtväxtart som beskrevs av Leslie Pedley. Mirbelia confertiflora ingår i släktet Mirbelia och familjen ärtväxter. Inga underarter finns listade i Catalogue of Life.